# Église Saint-Joseph de Deschambault
L'église Saint-Joseph est un lieu de culte catholique situé au cœur du village de Deschambault à Deschambault-Grondines au Québec (Canada). Elle a été classée comme immeuble patrimonial en 1957, classement repris en 1965 pour y inclure le terrain.

## Histoire
L'église est construite sur une première église achevée en 1735. L'architecte Thomas Baillargé dessine les plans de l'église Saint-Joseph en 1834, à la demande du curé Charles-Denis Dénéchaud (1768-1837). La construction de l'édifice débute l'année suivante, dirigée par le maçon Olivier Larue et le menuisier François-Xavier Normand. L'église est inaugurée à la veille de la fête de Noël, en 1838.
Baillargé est de nouveau sollicité pour réaliser les plans du décor intérieur, dont l'exécution sera réalisée par son ancien élève, le sculpteur André Paquet dit Lavallée, de 1841 à 1855. On y trouve également six statues en bois, grandeur nature, réalisées entre 1820 et 1824 par l'architecte de l'église et par son père, le peintre, sculpteur et architecte François Baillairgé.
Au fil des ans, l'édifice a subi peu de modifications majeures. Les deux principales modifications apportées à l'extérieur de l'édifice sont l'ajout de la sacristie des sœurs en 1891 et la modification des clochers dessinés par Baillargé en 1952. Un parvis de pierre a aussi été ajouté en 1909.
À l'intérieur, divers entretiens ont été effectués au fil des ans, entre autres l'ajout d'une tribune en 1873 par Frédéric Baril. Le décor compte également des tableaux du peintre Jean-Baptiste Roy-Audy et des sculptures en 1892 de Louis Jobin, dont un christ en croix. Jobin sculpte aussi la statue de saint Joseph qui orne la façade. Des vitraux fabriqués en 1905 et 1906 sont installés par la maison de Bernard Leonard.
Un orgue de Samuel Russell Warren de 1892 est installé sur la tribune arrière.

## Galerie

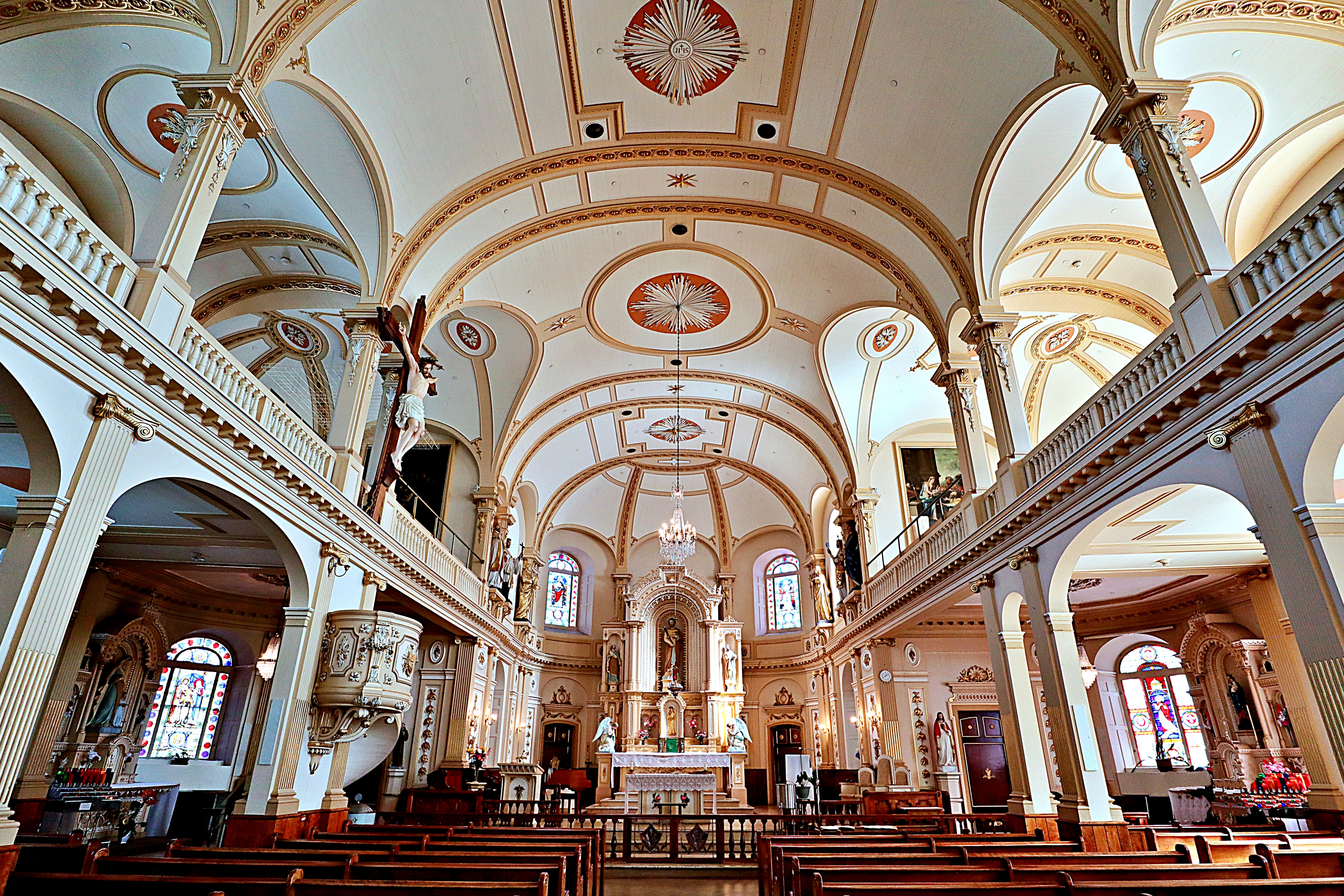
La nef, le chœur, la chaire et le Christ en croix.
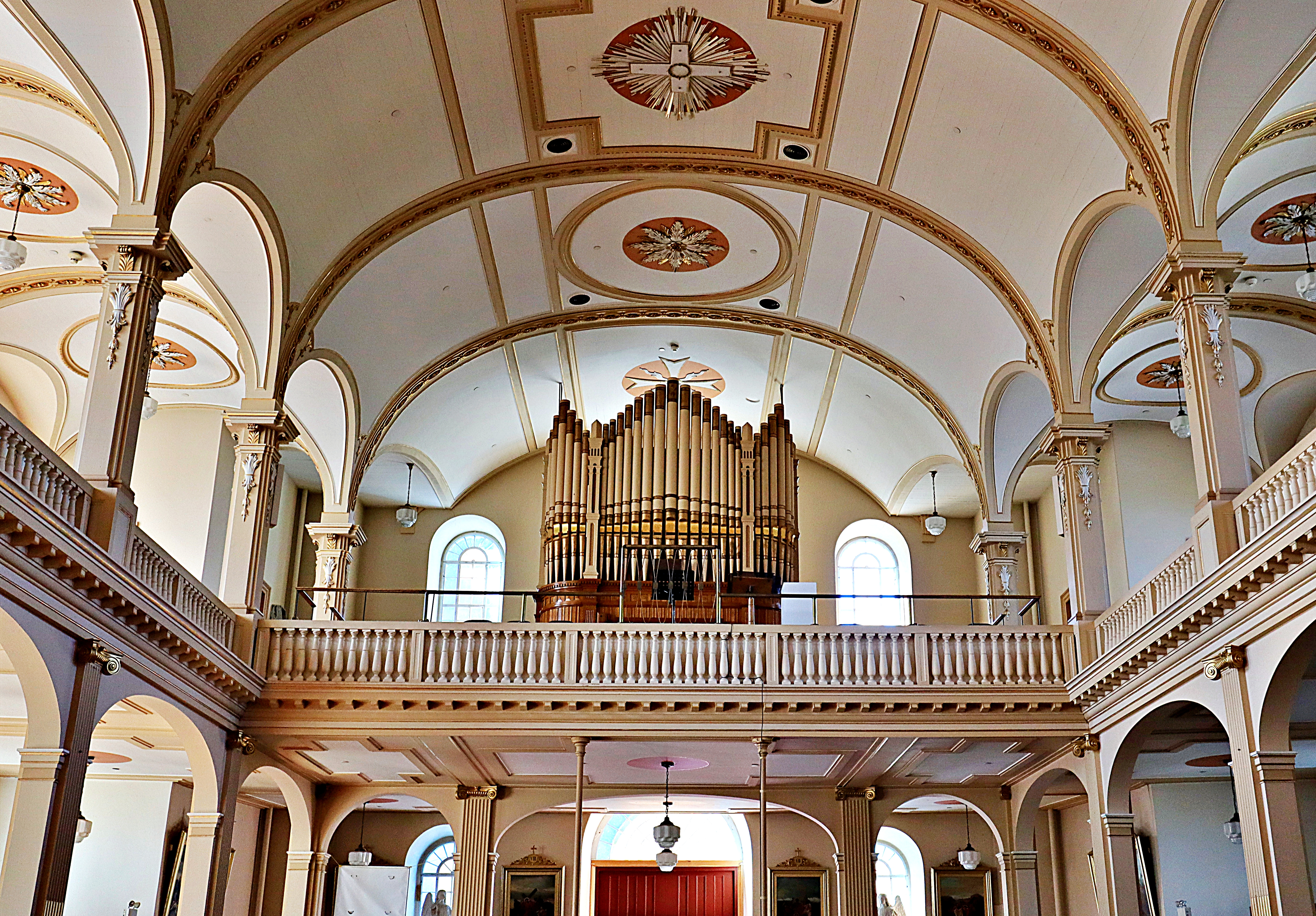
Tribune arrière et orgue Warren
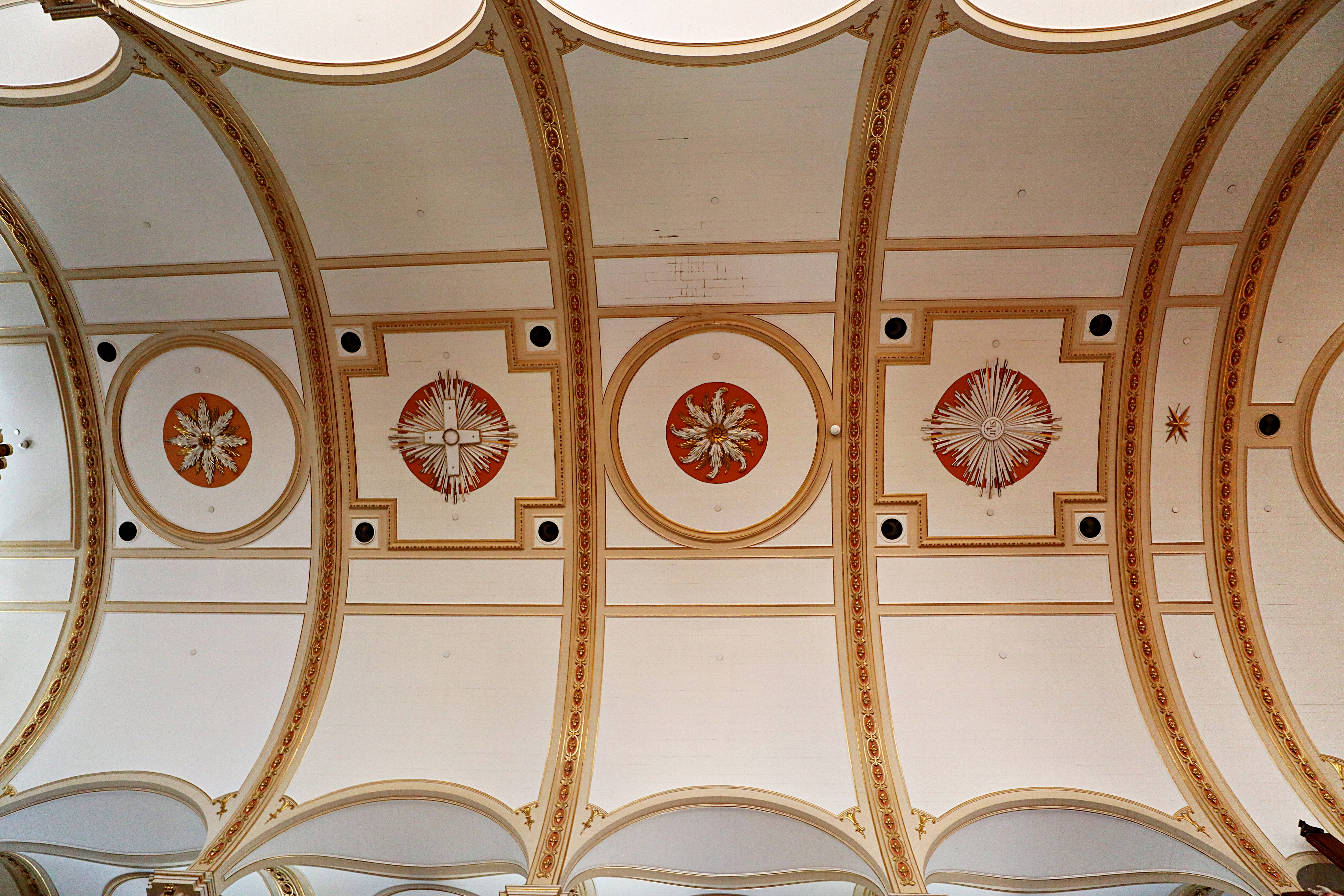
Voûte
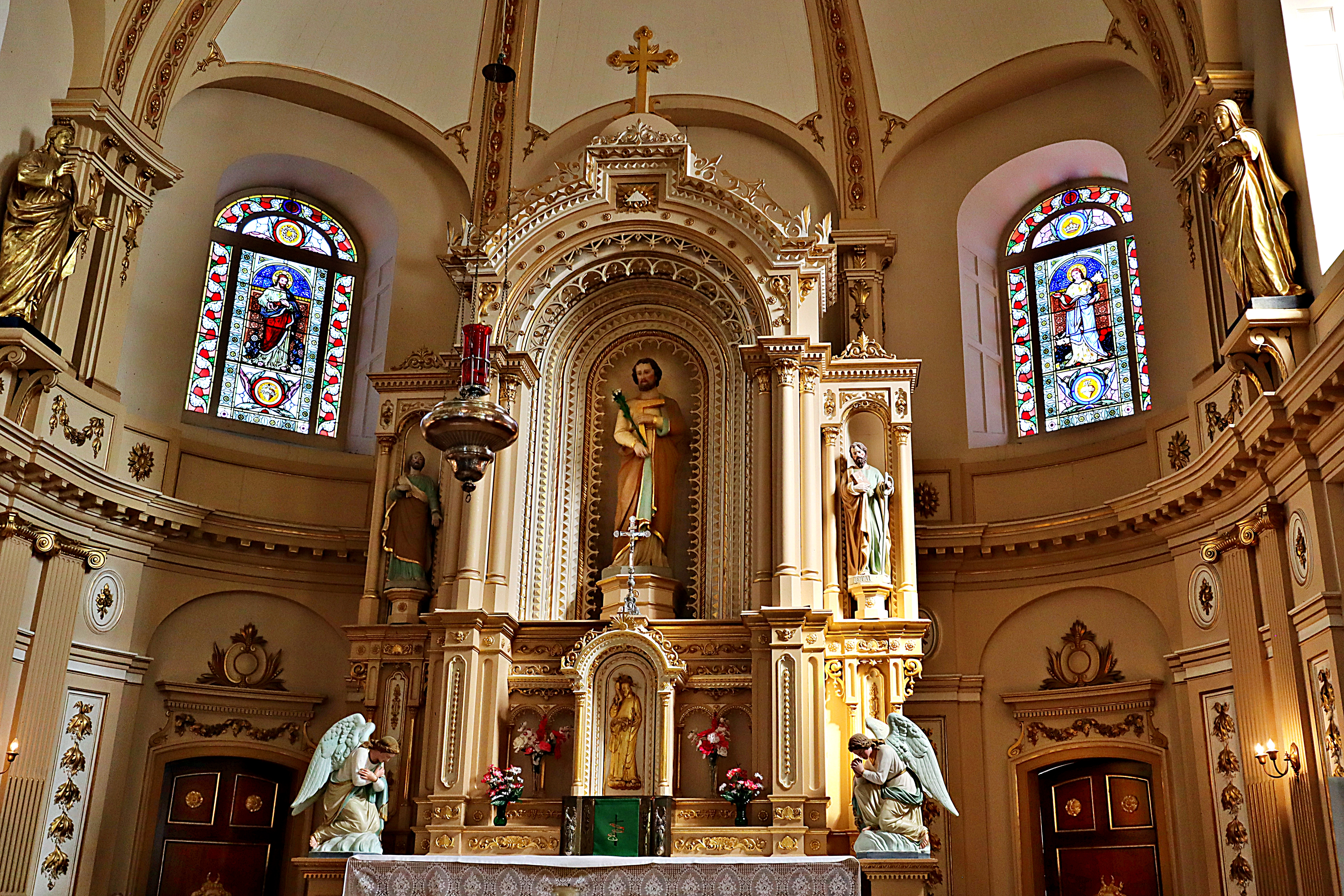
Maître-autel et vitraux